# Алжеррі
Алжеррі — муніципалітет в Іспанії, у складі комарки Ногера, у провінції Леріда, Каталонія.
Сільське господарство є основною економічною діяльністю, пов’язаною здебільшого з посушливим землеробством. Важливе значення мають вирощування зернових культур, оливок, мигдалю та вівчарство.